# Koberovy
Koberovy – gmina w Czechach, w powiecie Jablonec nad Nysą, w kraju libereckim.
1 stycznia 2017 gmina liczyła 1041 mieszkańców, a ich średni wiek 42,7 roku.
Na terenie gminy znajduje się Narodowy pomnik przyrody w Czechach Suché skály.

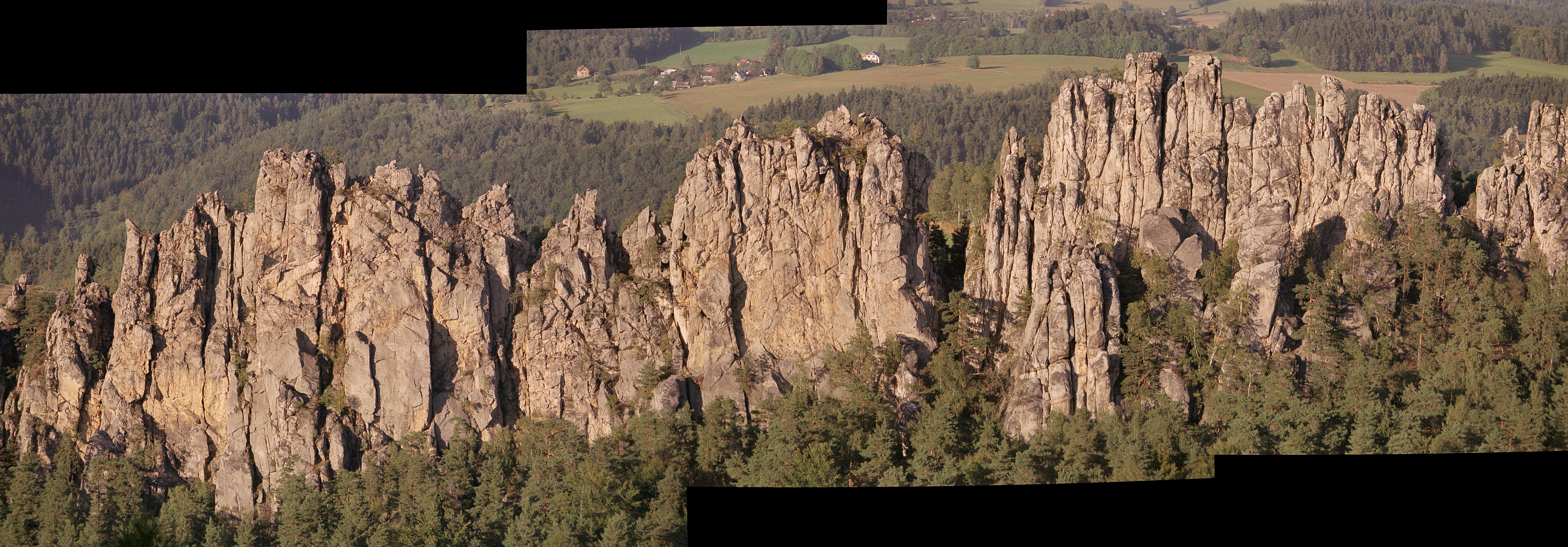
Narodowy pomnik przyrody w Czechach Suché skály.